# Principessa di Zweeloo

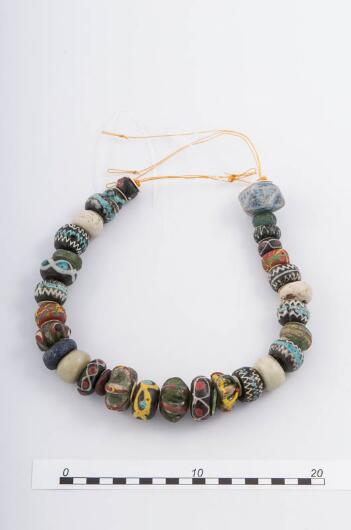
Collana indossata dalla cosiddetta "principessa di Zweeloo"

Con il termine principessa di Zweeloo (in olandese: prinses van Zweeloo) si intendono i resti di una donna abbiente vissuta probabilmente intorno alla metà del V secolo d.C., che sono stati rinvenuti nel 1952 in una tomba nei pressi del villaggio olandese di Zweeloo (ora parte del comune di Coevorden), nella provincia della Drenthe. I resti sono ora conservati presso il Drents Museum di Assen.

## Storia
Nel corso degli scavi effettuati nei pressi del villaggio di Zweeloo nel 1952 furono rinvenute accanto alla tomba della cosiddetta "principessa di Zweeloo" altre cinque tombe anche sei tombe di cavalli, che facevano parte di un unico "cimitero", probabilmente utilizzato in un periodo compreso tra il V e il IX secolo d.C., ovvero prima della cristianizzazione delle popolazioni locali. I resti della "principessa di Zweeloo" furono rinvenuti in posizione isolata rispetto alle altre sepolture, nella fossa nr. 87.
Nella tomba della "principessa di Zweeloo", furono rinvenuti, accanto ai resti umani della donna, varie decorazioni, chiavi, resti di ceramiche e oggetti per la toilette d'argento, cosa che ha fatto ritenere agli archeologici che si possa trattare dei resti di una donna ricca.
La particolare conformazione del terreno della Drenthe non aveva invece permesso la conservazione del vestiario indossato dalla donna, vestiario che fu però ricostruito nel 1988, grazie ai pochi e minuscoli frammenti di tessuto (probabilmente in lino) rinvenuti.

## Descrizione del ritrovamento

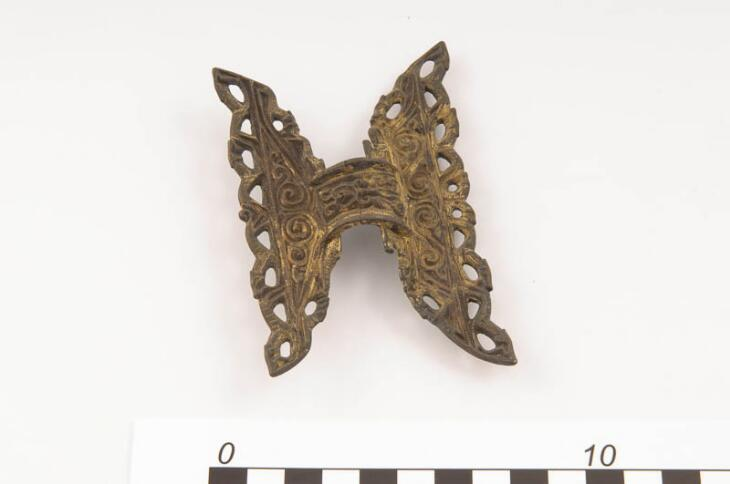
Fibula in bronzo indossata dalla cosiddetta "principessa di Zweeloo"

La donna denominata "principessa di Zweeloo" indossava una collana con 130 perline in vetro e una collana con 101 perle d'ambra. La donna portava poi al petto un anellino d'argento con incastonato un dente di castoro che probabilmente fungeva da amuleto.
Per quanto riguarda il vestiario, che - come detto - è stato ricostruito, si ritiene che fosse costituito da rombi uniti tra loro da 18 fili per centimetro.